# Apoštolský exarchát Charbin
Apoštolský exarchát Charbin (čínština 哈爾濱 Hā'ěrbīn) je ruský řeckokatolický exarchát v Číně.

## Historie
Tento exarchát byl založen 20. května 1928. Exarchát je podřízen svatému stolci. Jeho prvním exarchou se stal otec Fabijan Abrantowicz, M.I.C. (1928–1939). Druhým exarchou byl otec Andrzej Cikoto, M.I.C. (1939–1953). Od roku 1953 je tento exarchát bez apoštolského exarchy.

## Seznam apoštolských exarchů
- Fabijan Abrantovič, M.I.C. (1928–1939)
- Andrėj Cikota, M.I.C. (1939–1953)